# Ajdinský bejlik
Ajdinský bejlik (turecky Aydınoğulları Beyliği, ve staré anatolské turečtině آیدین اوغوللاری) bylo (polo)nezávislé turecké knížectví (bejlik) v Anatolii vzniklém po rozpadu Rúmského sultanátu na počátku 14. století a existujícího do anexe Osmanskou říší v roce 1426. Jeho hlavním městem bylo původně Birgi, posléze pak Ajasoluk (dnes Selçuk) v provincii İzmir. Název bejliku je odvozen od Ajdinské dynastie (Aydınoğulları), která mu vládla a kterou založil první vládce Ajdin Bej.

Drobné turecké bejliky v Anatolii, Ajdinský bejlik fialově

Zejména v první polovině 14. století představovalo ajdinské námořnictvo významnou sílu v Egejském moři a hrálo klíčovou roli při rozvoji tureckého pirátství, jeho vzestup nedokázala natrvalo zastavit ani drtivá porážka ajdinského loďstva flotilou rytířů sv. Jana v bitvě u ostrova Chios v roce 1319. Moc ajdinských bejů dosáhla vrcholu za vlády Umura Lva (1334–1348), který byl považován za významného spojence byzantského císaře Jana VI. Kantakuzenose. Toto spojenectví ale vzápětí přineslo Umurově říši úpadek, protože se stala cílem dvou křížových výprav (1343–1351), které dobyly Smyrnu.